# Cmentarze przy ul. Adama Mickiewicza w Pile
Cmentarze przy ulicy Adama Mickiewicza w Pile – zespół nekropolii w Pile położony na Osiedlu Górnym (dawne przedmieście Stadtberg) u zbiegu ulic Adama Mickiewicza (dawniej Goethe Ring) i Wojska Polskiego (dawniej Berliner Straße).

## Historia
Obecnie teren dawnych cmentarzy zajmuje obszar leśny położony na zachód od ulicy Adama Asnyka. Jako pierwszy powstał w pierwszych latach XX-wieku tzw. nowy cmentarz katolicki oraz sąsiadujący z nim cmentarz ewangelicki. W pierwszych latach I wojny światowej obok powstał cmentarz wojskowy oraz cmentarz jeńców istniejącego w Pile obozu jenieckiego. Wszystkie cmentarze zostały uszkodzone w 1945, a w związku z powojenną wymianą mieszkańców zaniedbane i splądrowane. W 1960 teren został nieudolnie splantowany i zalesiony. 
Do 1945 znajdowały się tam:
- Cmentarz wojskowy założony ok. 1914, miejsce pochówku żołnierzy zmarłych lub poległych podczas I wojny światowej, zlikwidowany w 1960[4].
- Cmentarz katolicki założony w pierwszych latach XX wieku, zlikwidowany w 1960.
- Cmentarz ewangelicki założony w pierwszych latach XX wieku, zlikwidowany w 1960.
- Cmentarz jeńców obozu wojennego założony ok. 1914, zlikwidowany w 1960.